# Иван Василев (писател)
Вижте пояснителната страница за други личности с името Иван Василев.
Иван Василев е български поет и писател-реалист на произведения в жанра детска литература. Баща е на писателя Тодор Ризников (1932 – 1992).

## Биография и творчество
Иван Василев Гайдаров е роден на 2 октомври 1909 г. в село Снежина, Варненска област. Родителите му са починали рано. Баща му е бил известен гайдар. Завърша средно педагогическо училище в Казанлък.
След дипломирането си на 19 години работи като учител в селата Комарево и Манастир, Провадийско, и в град Каварна (1928 – 1946). В периода 1946 – 1957 г. е редактор в Радио София, а в периода 1958 – 1969 г. е редактор и заместник главен редактор в детското списание „Славейче“.
Първото му стихотворение е публикувано в детския вестник „Трезво дете“. Други негови произведения са издадени във вестниците „Мисъл“, „Мисъл и воля“, „Светлоструй“, „Кормило“, списание „Гребец“, и в детските списания „Светулка“, „Детска радост“, „Другарче“.
Първото му стихотворение е публикувано в детския вестник „Трезво дете“. Други негови произведения са издадени във вестинците „Мисъл“, „Мисъл и воля“, „Светлоструй“, „Кормило“, списание „Гребец“, и в детските списания „Светулка“, „Детска радост“, „Другарче“.
Автор е на над 30 книги, предимно произведения за деца и стихотворения. Най-известни са повестите му „Агликина поляна“ (1962), „Стоил войвода“ (1966), „Снежина“ (1972), сборниците с разкази „Народни отмъстители“ (1967) и „Хайдушки разкази“ (1971).
Член е на Съюза на българските писатели.
Иван Василев умира на 18 април 1969 г. в София.

## Произведения
- „Празник“ (стихове, 1934)
- „Равнината пее“ (стихове, 1935)
- „Ледовете пукат“ (стихове, 1940)
- „Белият орел“ (повест, 1942)
- „Балканджи Йово“ (драма, 1946)
- „Палачор. Партизанска поема“ (1949)
- „Ниви без синури“ (разкази, 1952)
- „Хайдушка жетва“ (разкази, 1956)
- „Юнак над юнаци“ (стихотворения, 1957)
- „Зайчето“ (1957)
- „Бялата кошара“ (разкази за деца, 1958)
- „Зоологическа градина“ (1958) – с Атанас Душков
- „Лакомници. Весела история в стихове“ (1959)
- „Добрина чешма“ (разкази, 1960)
- „Марковата служба“ (разказ, 1960)
- „Дъждовен облак“ (разкази, 1961)
- „Мечтата на Динката“ (разкази, 1961)
- „Агликина поляна“ (повест, 1962, 1967)
- „Весела гостенка“ (стихове, 1962)
- „Драгойчо“ (разказ, 1962)
- „Приключенията на Облизан“ (разкази, 1962; 1967)
- „Гъдуларчо и Звънчо“ (разказ, 1963)
- „Къде ходиха босите крачета“ (поемка, 1964)
- „Чудното кладенче“ (повест, 1964)
- „Горски дом“ (поемка, 1965)
- „Есенна огърлица“ (стихове, 1965)
- „Пиринченото звънче. Разкази за моето детство“ (1965)
- „Кой за какво пее“ (стихове, 1966)
- „Случка в гората“ (разказ, 1966)
- „Стоил войвода“ (повест, 1966)
- „Народни отмъстители“ (разкази, 1967),
- „Разбита вълна“ (роман за юноши, 1967)
- „Султанът на дивата гора“ (роман, 1967)
- „Къщичка под Витоша“ (повест, 1968)
- „Шипченски вятър“ (повест за деца, 1968)
- „Петлето виновно“ (разказ, 1968)
- „Малкият учител. Разкази за детството на Г. Димитров“ (1969)
- „Горски ягоди“ (повест в две части, 1969)
- „Как разговарят облаците. Малки разкази“ (1969, 1980)
- „Снежина“ (повест, 1972)
- „Хайдушки разкази“ (1971, посмъртно)